# پنتاپس (ویرجینیا)
پنتاپس (به انگلیسی: Pantops) یک منطقهٔ مسکونی در ایالات متحده آمریکا است که در شهرستان البمارل، ویرجینیا واقع شده‌است. پنتاپس ۳٬۰۲۷ نفر جمعیت دارد.